# Ferdinand Jahn
Ferdinand Jahn (* 28. Mai 1804 in Meiningen; † 30. Mai 1859 ebenda) war ein deutscher Mediziner und Medizinhistoriker.

## Leben
Ferdinand Jahn war ein Sohn des Mediziners Friedrich Jahn (1766–1813). Der Apotheker und Pomologe Franz Jahn (1806–1867) war sein jüngerer Bruder.
Ferdinand Jahn studierte Medizin und wirkte nach seiner Promotion 1825 in Würzburg als Arzt am Georgenkrankenhaus in Meiningen sowie als Badearzt in Liebenstein. Später wurde er Leibarzt des Herzogs von Sachsen-Meiningen. Ferdinand Jahn wurde zum Regierungs-Medizinalrat ernannt und in die Medizinaldeputation der herzoglichen Regierung berufen.
Ferdinand Jahn setzte sich mit theoretischen Fragen und medizinhistorischen Themen auseinander und gilt als Vertreter einer naturgeschichtlichen oder phylogenetischen Interpretation der Krankheiten.
Ab 1830 gab er gemeinsam mit Carl Hohnbaum das Medicinische Conversationsblatt heraus.
Am 3. August 1839 wurde er mit dem akademischen Beinamen Gaubius unter der Matrikel-Nr. 1467 als Mitglied in die Kaiserliche Leopoldino-Carolinische Akademie der Naturforscher aufgenommen.

## Orden und Ehrenzeichen
- Ritter des Herzoglich Sachsen-Ernestinischen Hausordens
- Ritter des Königlich Preussischen Rothen Adler-Ordens 3. Classe

## Schriften
- Ahnungen einer allgemeinen Naturgeschichte der Krankheiten. Baerecke, Eisenach 1828 (Digitalisat)
- Die Naturheilkraft in ihren Äusserungen und Wirkungen. Baerecke, Eisenach 1831 (Digitalisat)
- Zur Naturgeschichte der Schönlein’schen Binnenausschläge oder Entexantheme. Baerecke, Eisenach 1840 (Digitalisat)
- Sydenham. Ein Beitrag zur wissenschaftlichen Medicin. Baerecke, Eisenach 1840 (Digitalisat)
- Die abnormen Zustände des menschlichen Lebens als Nachbildungen und Wiederholungen normaler Zustände des Thierlebens. Baerecke, Eisenach 1842 (Digitalisat)